# German-Inline-Cup 2014
Der German-Inline-Cup 2014 wurde für Frauen und Männer an vier Stationen ausgetragen. Der Auftakt am 30. März 2014 und das Finale am 27. September 2014 fanden in Berlin statt.

## Frauen

### Wettbewerbe
| GIC           | Ort                        | Sieg                                     | Platz 2                                  | Platz 3                             |
| ------------- | -------------------------- | ---------------------------------------- | ---------------------------------------- | ----------------------------------- |
| 30. März      | Berliner Halbmarathon      | Katharina Rumpus Powerslide Matter World | Sabine Berg Powerslide Matter World      | Josie Hofmann Arma Inline Wheels    |
| 1. Mai        | Rhein-Main Skate-Challenge | Katja Ulbrich TS Bayreuth                | Juliette Pouydebat EOSkates              | Sabine Berg Powerslide Matter World |
| 18. Mai       | Mittelrhein Marathon       | Katharina Rumpus Powerslide Matter World | Sabine Berg Powerslide Matter World      | Tina Strüver CadoMotus              |
| 27. September | Berlin-Marathon            | Manon Kamminga Powerslide Matter World   | Katharina Rumpus Powerslide Matter World | Elma de Vries Team Sprog            |

### Gesamt-Einzelwertung
| Rang | Name                   | Team                        |
| ---- | ---------------------- | --------------------------- |
| 1    | Katharina Rumpus       | Powerslide Matter World     |
| 2    | Katja Ulbrich          | TS Bayreuth                 |
| 3    | Flurina Heim           | Speed Skater Zug            |
| 4    | Claudia Maria Henneken | CadoMotus Frauenteam        |
| 5    | Karolina Kierzkowski   | TEAM der-rollenshop.de BONT |
| 6    | Sylvia Ordowski        | TEAM der-rollenshop.de BONT |

## Männer

### Wettbewerbe
| GIC           | Ort                        | Sieg                                  | Platz 2                         | Platz 3                             |
| ------------- | -------------------------- | ------------------------------------- | ------------------------------- | ----------------------------------- |
| 30. März      | Berliner Halbmarathon      | Felix Rijhnen Powerslide Matter World | Elton de Souza EOSkates         | Severin Widmer Swiss Skate Team     |
| 1. Mai        | Rhein-Main Skate-Challenge | Gary Hekman Team Van Werven           | Elton de Souza EOSkates         | Bart Swings Powerslide Matter World |
| 18. Mai       | Mittelrhein Marathon       | Bart Swings Powerslide Matter World   | Yann Guyader EOSkates           | Francisco Jose Peula EOSkates       |
| 27. September | Berlin-Marathon            | Bart Swings Powerslide Matter World   | Severin Widmer Swiss Skate Team | Gary Hekman Team Van Werven         |

### Gesamt-Einzelwertung
| Rang | Name              | Team                        |
| ---- | ----------------- | --------------------------- |
| 1    | Tobias Hecht      | PS Tax Racing Team          |
| 2    | Ondřej Suchý      | Czech National Team         |
| 3    | Michal Prokop     | Czech National Team         |
| 4    | Matej Pravda      | Czech National Team         |
| 5    | Pawel Ciezki      | TEAM der-rollenshop.de BONT |
| 6    | Patrick Täubrecht | TEAM der-rollenshop.de BONT |